# O Alfaiate Valente

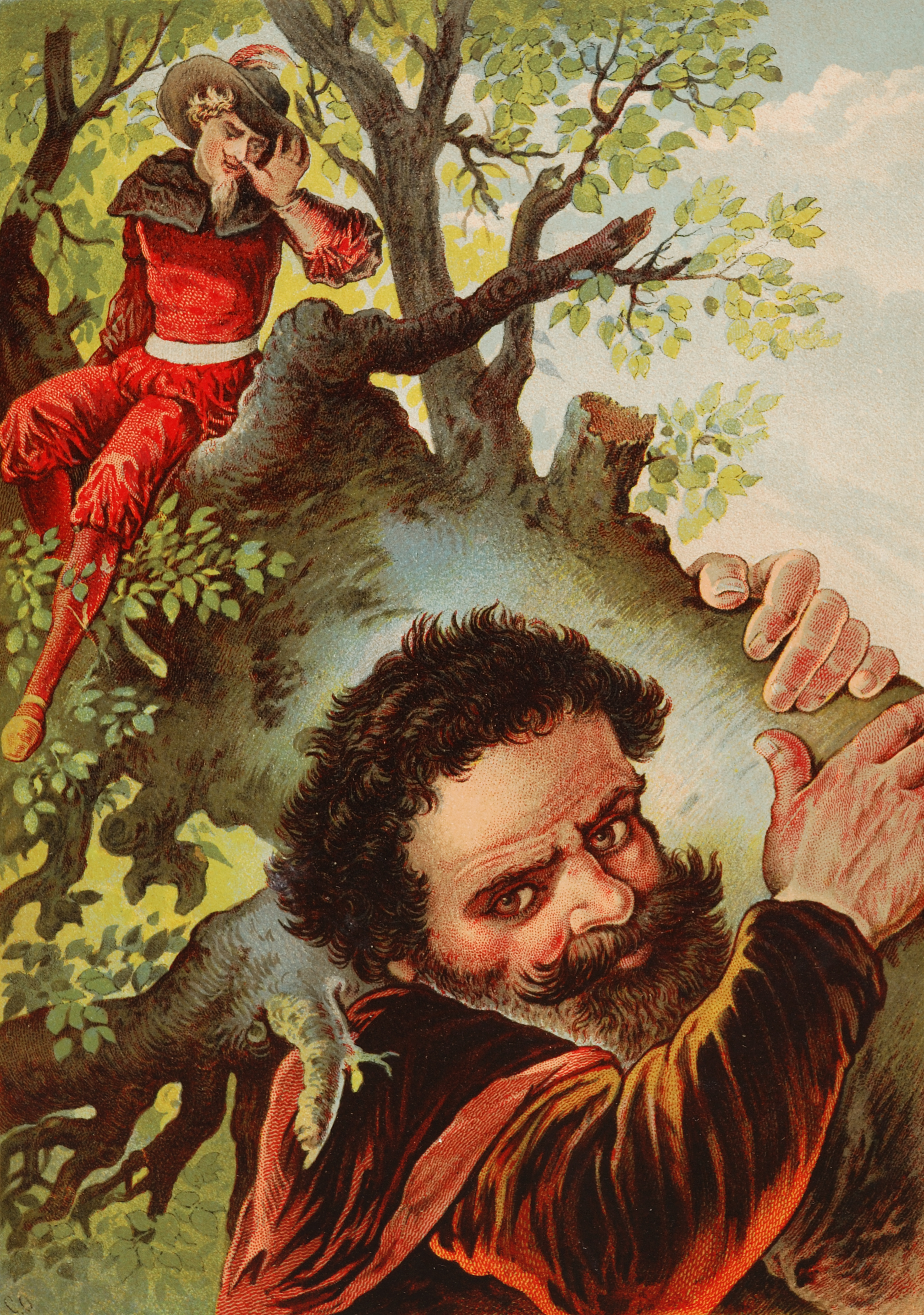
O Alfaiate Valente e o gigante

O alfaiate valente or O valente alfaiatezinho (em alemão: Das tapfere Schneiderlein) é um conto de fadas alemão compilado pelos Irmãos Grimm (KHM 20). É sobre um alfaiate que engana vários gigantes e um rei implacável, fazendo-os acreditar nas suas incríveis façanhas de força e bravura, levando-o a ganhar riqueza e poder. A história foi incluída por Andrew Lang em O Livro Azul das Fadas. Enquadra-se no Tipo 1640 do Sistema Aarne-Thompson-Uther de classificação de contos folclóricos, com episódios individuais classificados em outros tipos de histórias.

## Enredo
Um alfaiate prepara-se para comer alguns doces, mas quando moscas decidem pousar sobre eles, ele mata sete delas com um golpe. Ele faz um faixa que descreve a ação: "matei sete de uma vez". Inspirado, ele sai pelo mundo para fazer fortuna. O alfaiate acaba conhecendo um gigante, que presume que "matei sete de uma vez" se refere a sete homens. O gigante desafia o alfaiate. Quando o gigante espreme a água de um rochedo, o alfaiate espreme a água (ou soro) de um queijo. O gigante atira uma pedra no ar e esta demora para cair. O alfaiate, para superar o feito do gigante, lança um pássaro que voa para longe, o gigante acredita que o pequeno pássaro é uma "pedra" que é jogada tão longe que nunca cai. O gigante pede que o alfaiate o ajude a carregar uma árvore. O alfaiate fala para o gigante carregar o tronco, enquanto que o alfaiate levaria os ramos. Em vez disso, o alfaiate sobe em cima da árvore, fazendo com o gigante o carregue também. 
O gigante leva o alfaiate a sua casa, onde outros gigantes também vivem. Durante a noite, o gigante tenta matar o alfaiate. No entanto, o alfaiate, tendo achado sua cama muito grande, dorme no canto, escapando assim da agressão. Ao vê-lo ainda vivo, os outros gigantes fogem de medo. 

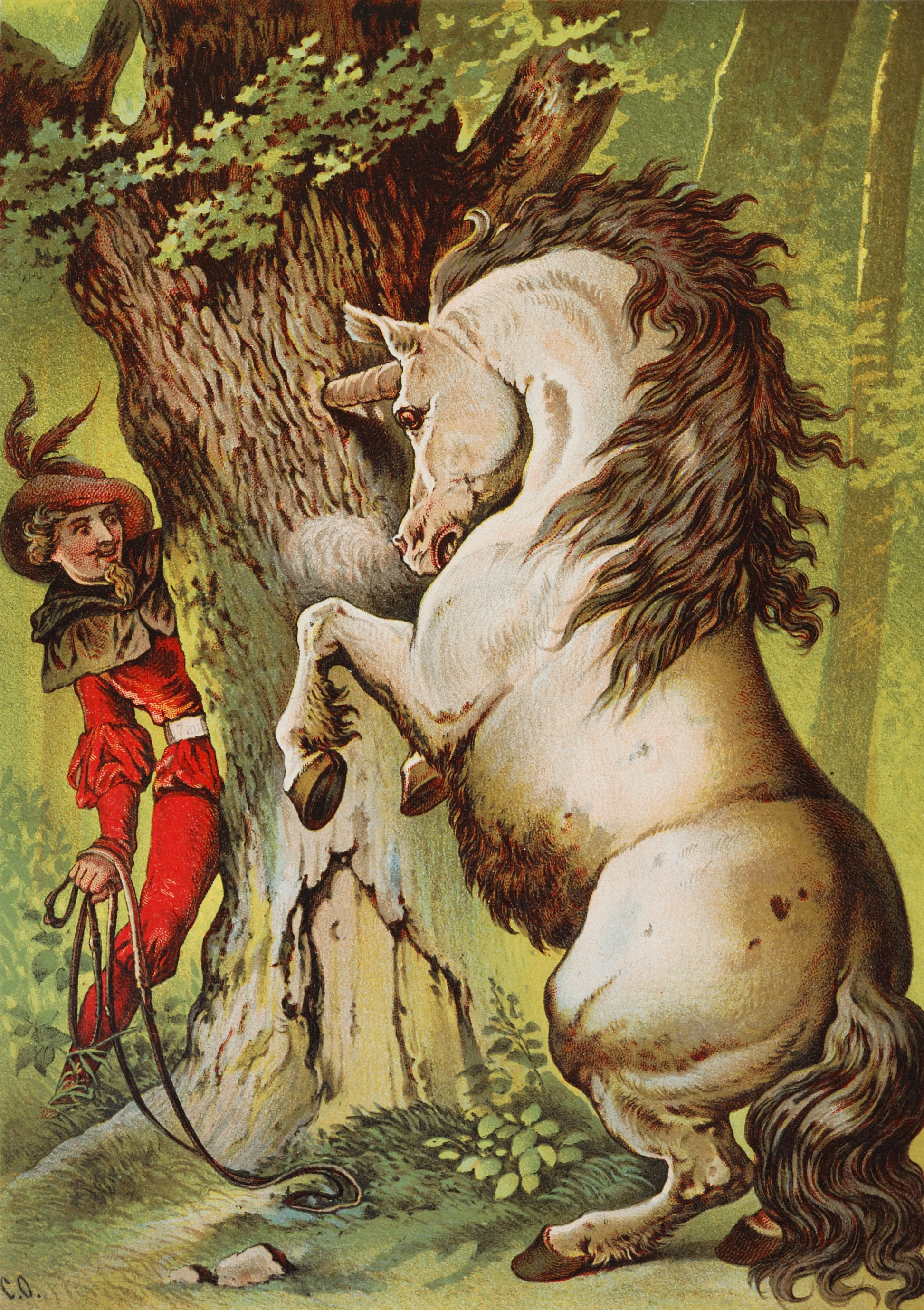
O Alfaiate Valente e o unicórnio

O alfaiate entra no serviço real, mas os outros soldados têm medo de que ele vá perder a paciência um dia, e com isso sete deles poderiam morrer a cada golpe. Eles se dirigem ao rei e pedem que mande o alfaiate embora, senão eles irão. Com medo de ser morto por mandá-lo embora, o rei envia o alfaiate para derrotar dois gigantes, oferecendo-lhe metade de seu reino e a mão de sua filha em casamento. Atirando pedras contra os dois gigantes enquanto eles dormem, o alfaiate faz com que cada um pense que o outro o atacou e briguem entre si. O rei, então, envia-o atrás de um unicórnio, mas o astuto alfaiate cria uma armadilha para prender o unicórnio numa árvore, de modo que quando o unicórnio vier atacá-lo, ele sairá da frente fazendo com que o unicórnio acerte seu chifre no tronco. O rei posteriormente envia-o atrás de um javali selvagem, mas novamente o alfaiate cria uma armadilha, prendendo o animal em uma capela. 
Com isso, o rei casa o alfaiate com sua filha. Já casados, uma noite, a mulher do alfaiate ouve-o falar durante o sono e percebe que ele é apenas um alfaiate. Ela conta tudo a seu pai, e o rei promete que irá mandá-lo embora. Um escudeiro adverte o alfaiate, que finge estar dormindo e diz que cometeu todos os atos e não tem medo dos homens atrás da porta. Apavorados, eles fogem correndo, e "nenhum deles nunca mais tentou nada contra ele". No final, o alfaiate tornou-se rei.

## Na cultura popular
- Brave Little Tailor, uma curta-metragem da Disney.
- Roberto Gómez Bolaños adaptou essa história em quatro episodios do Chapolin Colorado chamando-os de "O Alfaiatezinho Valente" no original ("El Sastrecillo Valiente ")